# Liste der Biografien/Karn
Liste der Biografien |
Portal Biografien |
Personensuche
# |
A |
B |
C |
D |
E |
F |
G |
H |
I |
J |
K |
L |
M |
N |
O |
P |
Q |
R |
S |
T |
U |
V |
W |
X |
Y |
Z |
?
 
Ka |
Kb |
Kc |
Kd |
Ke |
Kf |
Kg |
Kh |
Ki |
Kj |
Kl |
Km |
Kn |
Ko |
Kp |
Kr |
Ks |
Kt |
Ku |
Kv |
Kw |
Ky |
Kx |
Kz
 
Kaa–Kag |
Kah |
Kai |
Kaj |
Kak |
Kal |
Kam |
Kan |
Kao |
Kap |
Kar |
Kas |
Kat |
Kau |
Kav |
Kaw |
Kay |
Kaz
 
Kara |
Karb |
Karc |
Kard |
Kare |
Karf |
Karg |
Karh |
Kari |
Karj |
Kark |
Karl |
Karm |
Karn |
Karo |
Karp |
Karr |
Kars |
Kart |
Karu |
Karv |
Karw |
Kary |
Karz
Die Liste der Biografien führt alle Personen auf, die in der deutschsprachigen Wikipedia einen Artikel haben. Dieses ist eine Teilliste mit 125 Einträgen von Personen, deren Namen mit den Buchstaben „Karn“ beginnt.

## Karn
- Karn Jorates (* 1997), thailändischer Fußballspieler
- Karn, Julie (* 1996), kanadische Fußballspielerin
- Karn, Mick (1958–2011), britischer Musiker
- Karn, Mike (* 1966), US-amerikanischer Jazzmusiker (Tenorsaxophon, Schlagzeug)
- Karn, Phil (* 1956), US-amerikanischer Elektroingenieur

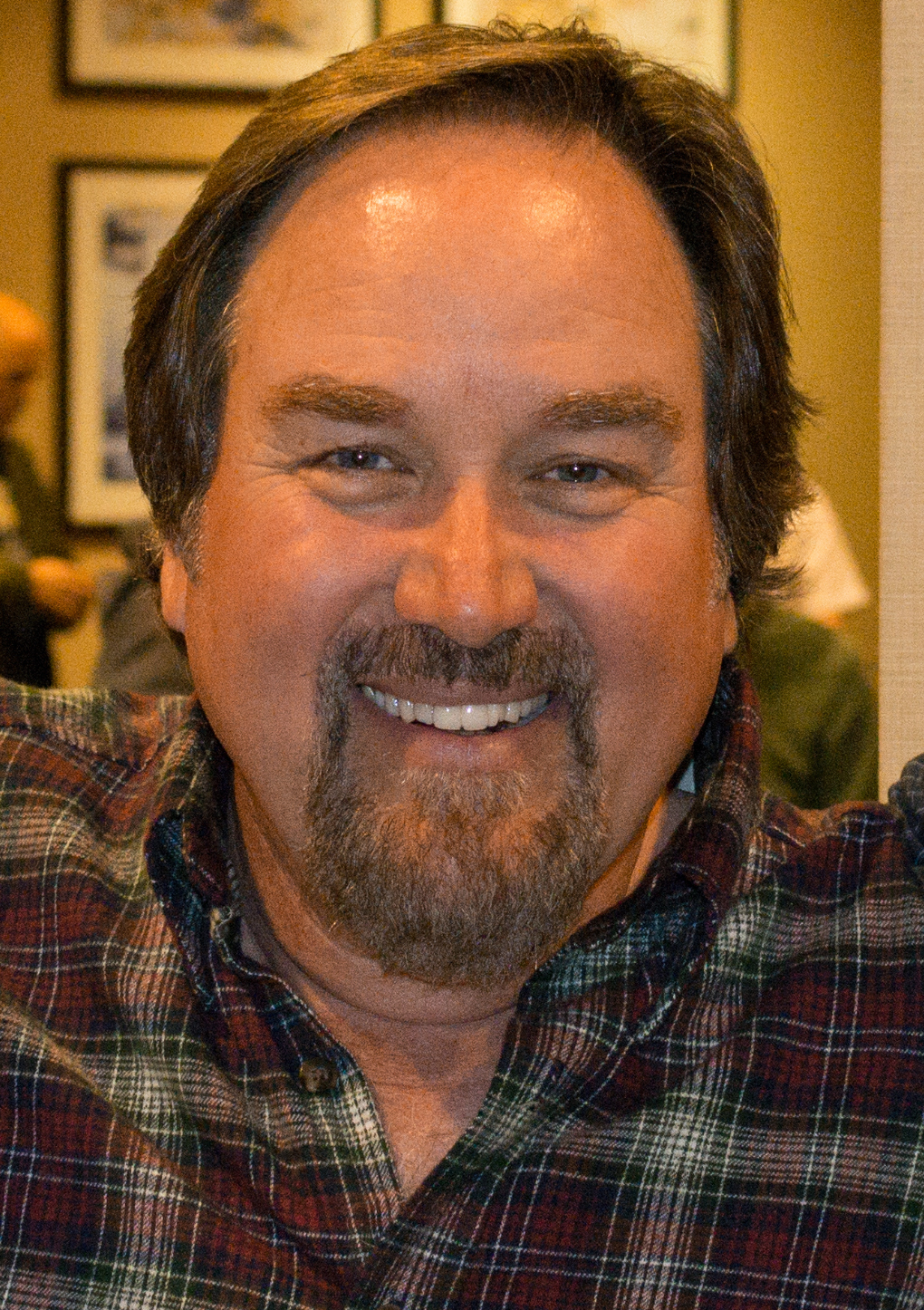
Richard Karn (* 1956)

- Karn, Richard (* 1956), US-amerikanischer Schauspieler und ShowmasterRichard Karn (* 1956)

### Karna
- Kärnä, Jarmo (* 1958), finnischer Leichtathlet
- Karnad, Girish (1938–2019), indischer Dramatiker, Regisseur und Schauspieler
- Karnad, V. G. (1925–2020), indischer Bansurispieler
- Karnani, Fritjof (* 1968), deutscher Autor und Unternehmensberater
- Karnapp, Walter (1902–1994), deutscher Bauforscher
- Karnas, El Mehdi (* 1990), marokkanischer Fußballspieler
- Karnas, Grzegorz (* 1972), polnischer Jazzsänger
- Karnat, Uschi (* 1952), deutsche Schauspielerin und Pornodarstellerin
- Karnath, Christa (* 1956), deutsche Ruderin
- Karnath, Hans-Otto (* 1961), deutscher Neurologe, Neuropsychologe und Hochschullehrer
- Karnatz, Bernhard (1882–1976), deutscher Jurist und evangelischer Oberkonsistorialrat
- Karnatz, Joachim (1921–1977), deutscher Politiker (SPD), MdA
- Karnatz, Sebastian (* 1981), deutscher Kunsthistoriker
- Karnatz, Ulrich (* 1952), deutscher Ruderer und Olympiasieger
- Karnauchow, Michail Michailowitsch (1892–1955), russischer Metallurg und Hochschullehrer
- Karnauchow, Pawel Andrejewitsch (* 1997), russischer Eishockeyspieler
- Karnaugh, Maurice (1924–2022), amerikanischer Physiker und Informatiker
- Karnaval, Valya (* 2001), russische Sängerin, Schauspielerin, Webvideoproduzentin und Vloggerin
- Karnavian, Tito (* 1964), indonesischer General und Politiker, Chef der Nationalen Polizei und Innenminister
- Karnavičius, Jurgis junior (* 1957), litauischer Pianist, Musikpädagoge und Hochschullehrer
- Karnavičius, Jurgis senior (1912–2001), litauischer Pianist, Musikpädagoge und Hochschullehrer
- Karnawuchau, Ilja (* 1999), belarussischer Mittelstreckenläufer
- Karnazes, Dean (* 1962), US-amerikanischer UltramarathonläuferDean Karnazes (* 1962)

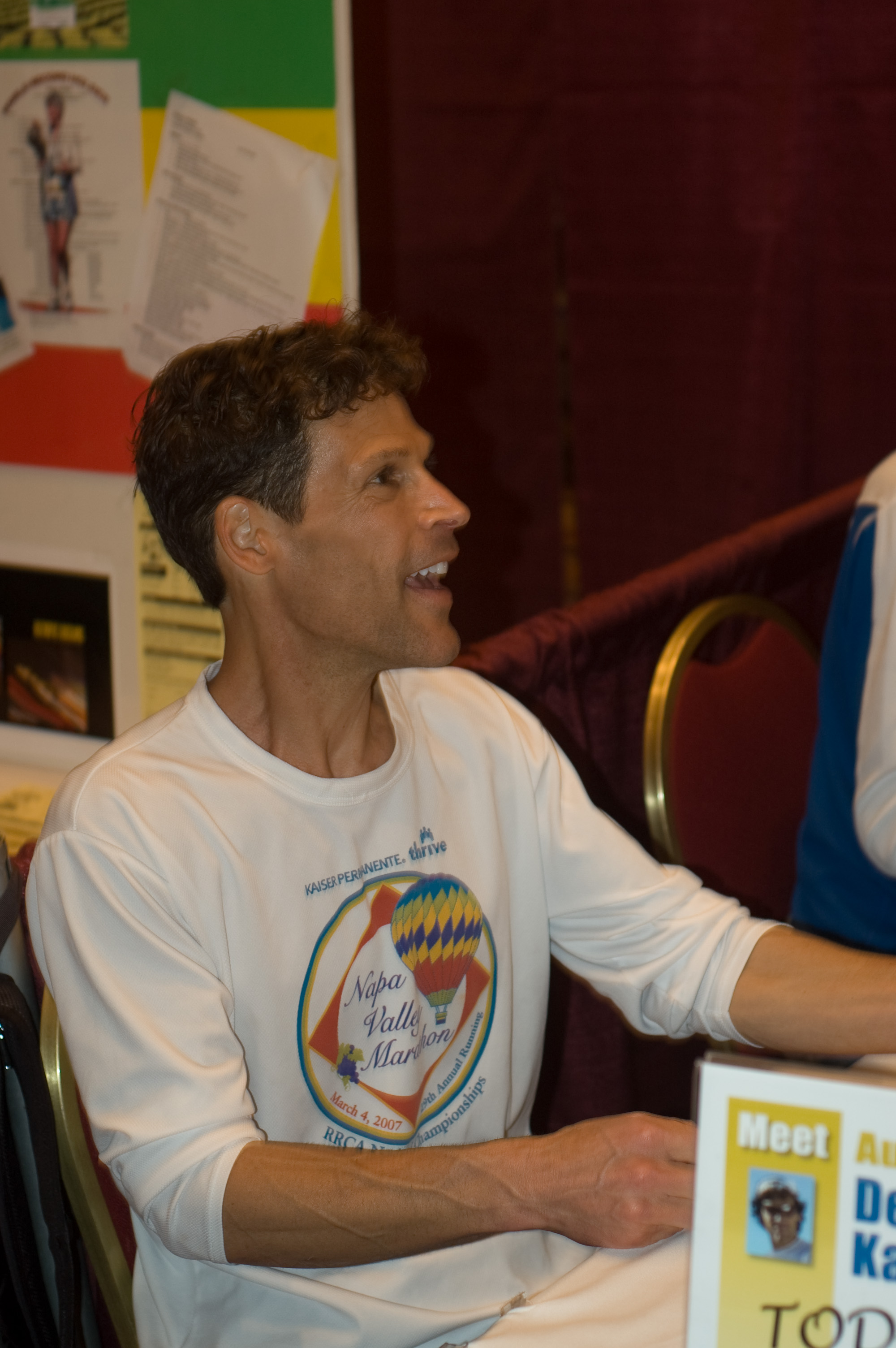
Dean Karnazes (* 1962)

- Karnazewitsch, Halina (* 1969), belarussische Marathonläuferin

### Karnb
- Kärnbach, Kurt (1877–1914), deutscher Tierarzt
- Karnbach, Sarah (* 1988), deutsche Fußballspielerin
- Karnbaum, Anton (1886–1967), deutscher Lehrer und Ministerialbeamter
- Karnbaum, Sabrina (* 1990), deutsche Volleyball- und Beachvolleyballspielerin

### Karnd
- Karndanof, Amiran (* 1976), russischer bzw. griechischer Ringer

### Karne
- Karneades von Kyrene, antiker griechischer Philosoph
- Karnebeek, Abraham van (1836–1925), niederländischer Diplomat und Politiker
- Karnebeek, Herman Adriaan van (1874–1942), niederländischer Diplomat und Minister
- Karnehm, Jack (1917–2002), englischer Billardkommentar und English-Billiards- und Snookerspieler
- Karnejeu, Sjarhej (* 1988), belarussischer Boxer
- Karnejew, Jegor Wassiljewitsch (1773–1849), russischer Bergbauminister, Bergbauingenieur und Senator
- Karner, Anna (* 1950), australische Kugelstoßerin und Diskuswerferin
- Karner, Axel (* 1955), österreichischer Schriftsteller
- Karner, Brigitte (* 1957), österreichische SchauspielerinBrigitte Karner (* 1957)

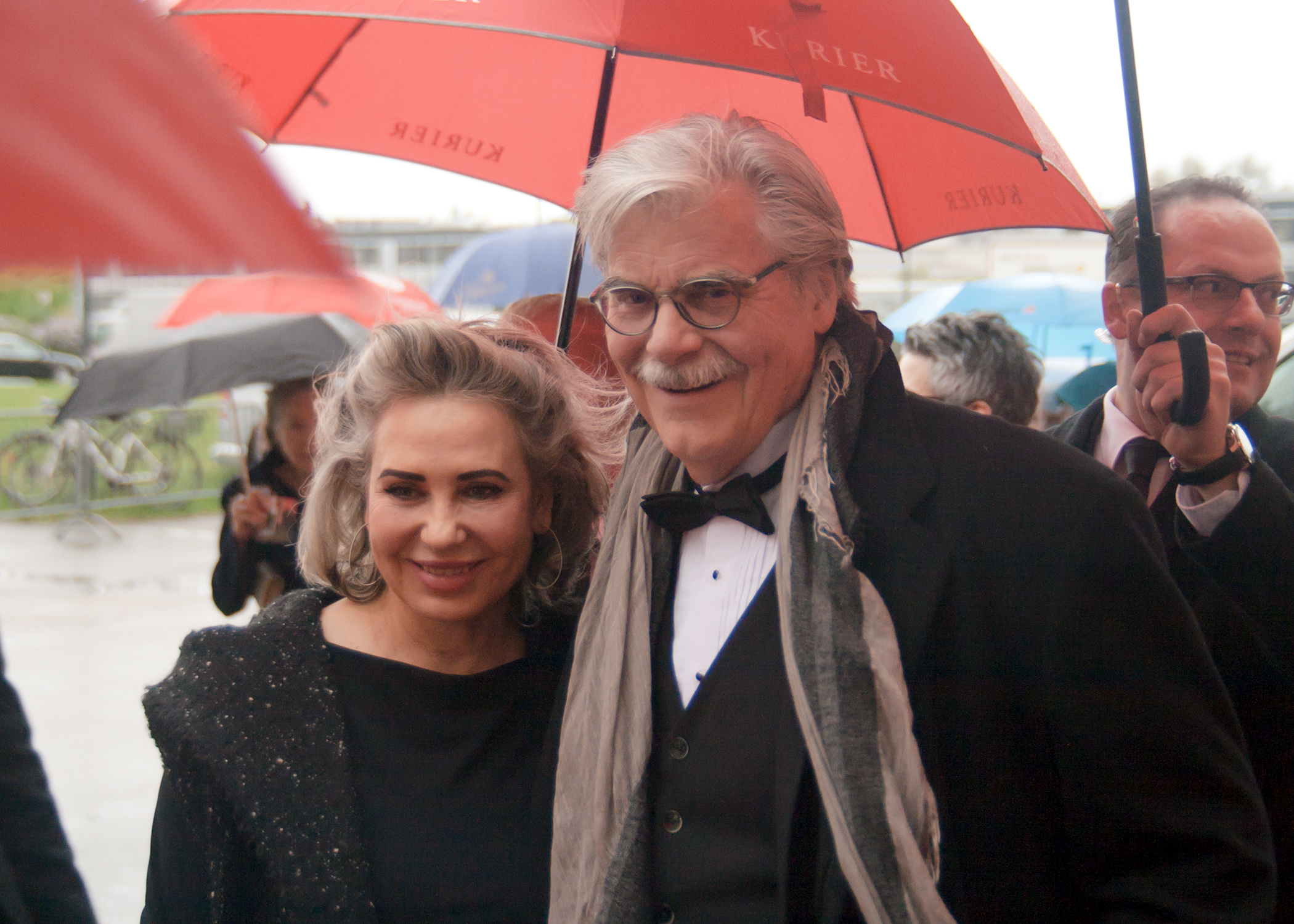
Brigitte Karner (* 1957)

- Karner, Ernst (* 1969), österreichischer Jurist
- Karner, Franz (1738–1817), deutscher Maler
- Karner, Gerald (* 1955), österreichischer Offizier, Militärexperte und Unternehmensberater
- Karner, Gerhard (* 1967), österreichischer Politiker (ÖVP), LandtagsabgeordneterGerhard Karner (* 1967)

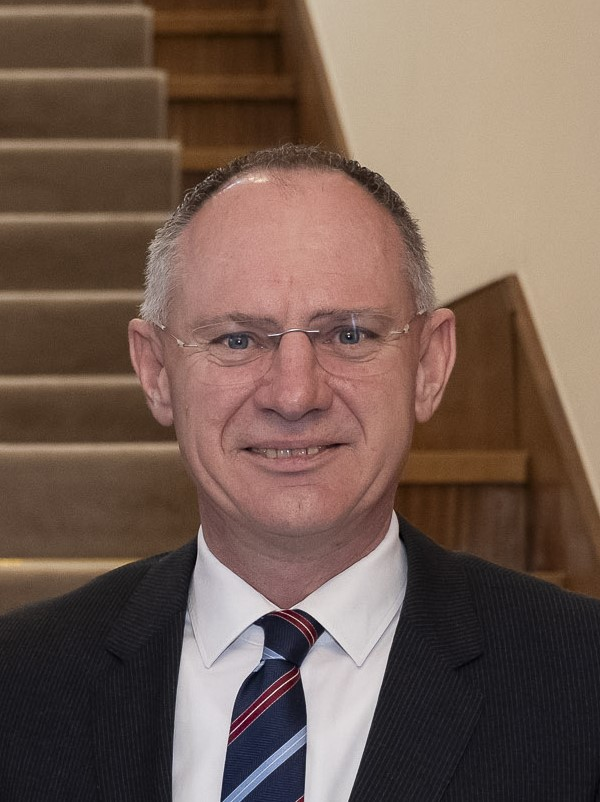
Gerhard Karner (* 1967)

- Karner, Gerhard (* 1990), österreichischer Fußballspieler
- Kärner, Günter (* 1933), deutscher Kirchenmusiker und Komponist
- Karner, Helmut (* 1947), österreichischer Lehrbeauftragter, Unternehmensberater und Manager
- Karner, Irmgard (1927–2014), deutsche Schachspielerin
- Kärner, Jaan (1891–1958), estnischer Schriftsteller
- Karner, Johann († 1862), österreichischer Jurist und Politiker, Landtagsabgeordneter
- Karner, Jonas (* 2004), österreichischer Fußballspieler
- Karner, Karl (* 1973), österreichischer bildender und darstellender Künstler
- Karner, Lambert (1841–1909), österreichischer Pfarrer, Speläologe und Archäologe
- Karner, Leo (* 1952), österreichischer Radrennfahrer
- Karner, Leopold (1888–1937), österreichischer Bauingenieur
- Karner, Mario (* 1983), österreichischer Fußballspieler
- Karner, Markus (* 1978), österreichischer Fußballspieler und Trainer
- Karner, Maximilian (* 1990), österreichischer Fußballspieler
- Karner, Peter (1937–2022), österreichischer evangelisch-reformierter Theologe, Journalist und Autor
- Karner, Peter (* 1941), österreichischer Oper- und Operettensänger (Tenor) sowie Musicaldarsteller
- Karner, Philipp (* 1975), österreichisch-amerikanischer Schauspieler, Regisseur und Drehbuchautor
- Karner, Rupert (1896–1928), österreichischer Motorradrennfahrer
- Karner, Stefan (* 1952), österreichischer Historiker und Publizist, Gründer des Ludwig-Boltzmann-Instituts für Kriegsfolgenforschung
- Kärner, Theodor (1884–1966), deutscher Porzellanbildner und Tierbildhauer
- Kärner, Tobias (* 1982), deutscher Wirtschaftspädagoge
- Karner, Todd, US-amerikanischer Schauspieler, Synchronsprecher und Kameramann
- Karner, Wolfgang, österreichischer Orgelbauer in Lanzenkirchen
- Karner-Kremser, Waltraud (* 1965), österreichische Politikerin (SPÖ), Landtagsabgeordnete
- Karnes, David (1948–2020), US-amerikanischer Politiker
- Karnes, Jay (* 1963), amerikanischer SchauspielerJay Karnes (* 1963)

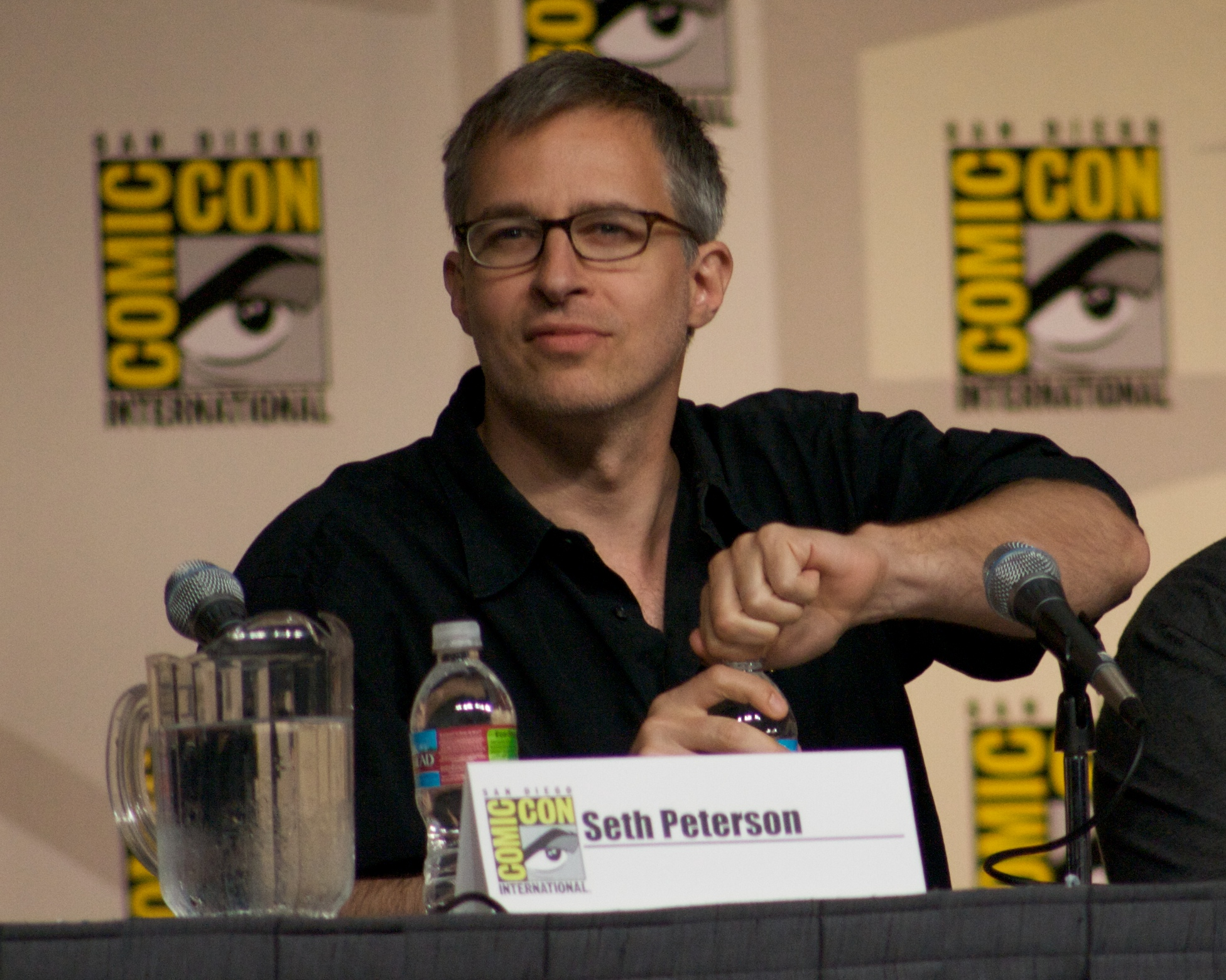
Jay Karnes (* 1963)

- Karnetzki, Manfred (1928–2008), deutscher evangelischer Pfarrer
- Karnéus, Katarina (* 1965), schwedische Opernsängerin (Mezzosopran)
- Karney, Detlef (* 1950), deutscher Politiker (CDU), MdL
- Karney, Jürgen (* 1954), deutscher Moderator
- Karney, Kati, deutsche Sängerin
- Karnezis, Orestis (* 1985), griechischer Fußballtorhüter
- Karnezis, Panos (* 1967), griechischstämmiger Schriftsteller

### Karnh
- Karnhof, Günter (1931–2015), deutscher Fußballspieler

### Karni
- Karni, Sagi (* 1967), israelischer Diplomat
- Karničar, Davo (1962–2019), slowenischer Extremskifahrer und Bergsteiger
- Karničar, Ludwig (* 1949), österreichischer Slawist, Slowenist, Dialektologe und Lexikograph
- Karnick, Julia (* 1970), deutsche Journalistin, Kolumnistin und Autorin
- Karnick, Manfred (1934–2022), deutscher Germanist, Literaturwissenschaftler und Hochschullehrer
- Karnick, Rudolf (1901–1994), deutscher Didaktiker der Heimatkunde und Sachkunde
- Karnicki, Ladislaus von (1820–1883), österreichischer Diplomat
- Karnicnik, Christina (* 1983), österreichische Sängerin, Schauspielerin und ModeratorinChristina Karnicnik (* 1983)

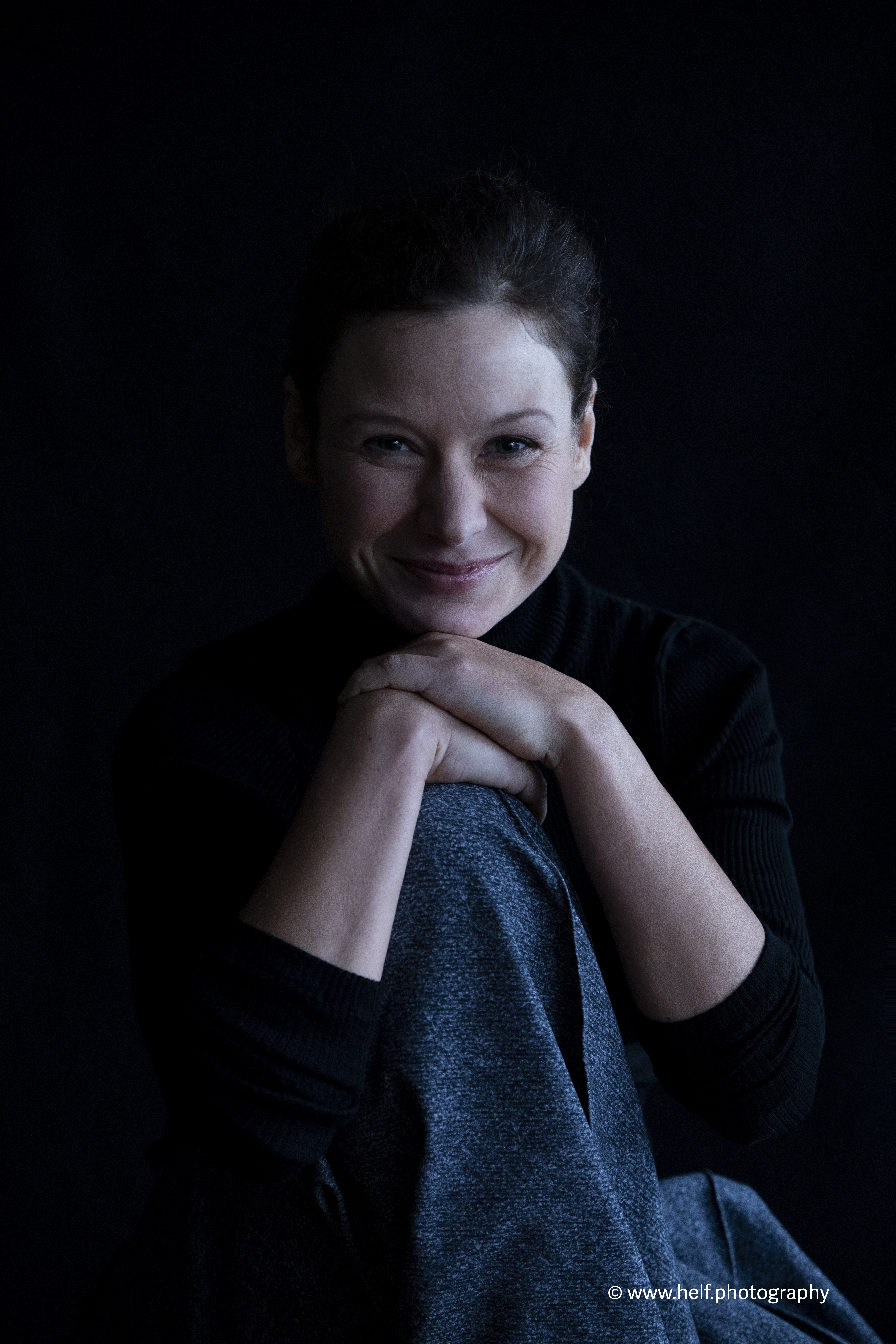
Christina Karnicnik (* 1983)

- Karničnik, Žan (* 1994), slowenischer Fußballspieler
- Karnijenka, Leanid (* 1987), belarussischer Skilangläufer
- Karnik, Olaf (* 1962), deutscher Autor
- Kárník, Vít (1926–1994), tschechischer Geophysiker und Seismologe
- Kárník, Zdeněk (1931–2011), tschechoslowakischer bzw. tschechischer Historiker und Pädagoge
- Karnilenka, Sjarhej (* 1983), belarussischer Fußballspieler
- Karnišovas, Artūras (* 1971), litauischer Basketballspieler
- Karnitschewa, Mentscha (1900–1964), Widerstandskämpferin in Mazedonien und Ehefrau von Iwan Michailow
- Karnitschnig, Matthew (* 1972), US-amerikanischer JournalistMatthew Karnitschnig (* 1972)

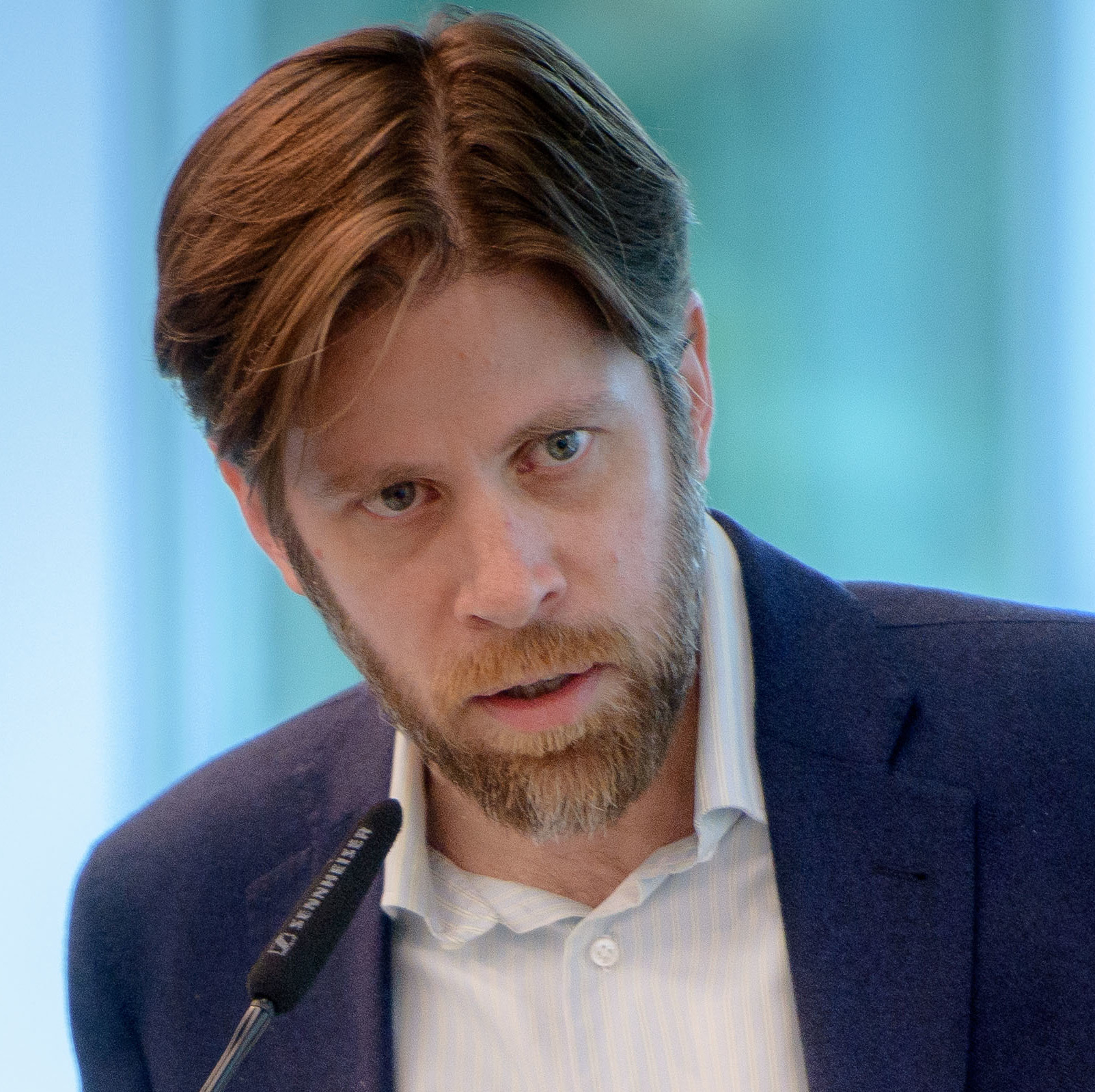
Matthew Karnitschnig (* 1972)

- Karnizki, Aljaksandr (* 1989), belarussischer Fußballspieler

### Karnj
- Karnjajenka, Kazjaryna (* 1988), belarussische Langstreckenläuferin

### Karnk
- Karnkowski, Stanisław (1520–1603), polnischer Geistlicher, Bischof und Primas von Polen

### Karnl
- Karnley, Andrew Jagaye (* 1967), liberianischer Priester, Bischof von Cape Palmas

### Karno
- Karno, Fred (1866–1941), britischer Theaterproduzent
- Karno, Rano (* 1960), indonesischer Schauspieler und Politiker
- Karnofsky, David A. (1914–1969), US-amerikanischer Onkologe
- Karnofsky, Eva (* 1955), deutsche Journalistin und Schriftstellerin
- Karnopp, Jürgen (* 1943), deutscher Bildhauer
- Karnott, Jennifer (* 1995), deutsche Badmintonspielerin
- Karnow, Stanley (1925–2013), US-amerikanischer Journalist und Historiker
- Karnowski, Jacek (* 1963), polnischer Politiker
- Karnowski, Jacek (* 1976), polnischer Journalist und Publizist
- Karnowski, Michał (* 1976), polnischer Journalist und Schriftsteller
- Karnowski, Przemysław (* 1993), polnischer Basketballspieler

### Karns
- Karns, Peter (* 1945), US-amerikanischer Biathlet
- Karns, Roscoe (1891–1970), US-amerikanischer Schauspieler
- Karns, Todd (1921–2000), US-amerikanischer Schauspieler

### Karnu
- Karnusian, Araxi (* 1969), armenische Jazzmusikerin und Komponistin
- Karnuth, Carolin (* 1984), deutsche Theaterschauspielerin
- Karnutsch, Wolfgang (* 1969), österreichischer Bildhauer mit Wohnsitz in Wien

### Karny
- Karny, Fides (1886–1934), österreichische Malerin
- Karny, Heinrich Hugo (1886–1939), österreichischer Arzt, Zoologe und Entomologe
- Kárný, Miroslav (1919–2001), tschechischer Historiker und Holocaust-Forscher
- Karny, Thomas (* 1964), österreichischer Schriftsteller und Journalist
- Karny, Tibor (1922–1995), österreichischer Politiker (SPÖ), Mitglied des Bundesrates